# TORII HALL
TORII HALL（トリイホール）とは、株式会社鳥居ビルが運営している大阪市中央区千日前にある上方ビルの4階にあった劇場。1991年に設立。収容100名ほどの小劇場で、落語、講談、演劇、音楽ができるフリースペースだった。

## 歴史
現在のオーナー、鳥居学（僧籍を取得し、鳥居 弘昌（とりい こうしょう）とも名乗る）の祖父、鳥居鉄治郎が明治時代に現在地に建てた「西桝絹（にしますきぬ）」という貸席屋が発祥。鉄治郎は名古屋出身で、着物の行商で大阪に進出し、成功を収めた人物であった。鉄治郎は1924年（大正13年）に死去したが、妻のわさ（鳥居の祖母）が財を成し、松竹の要請で天神橋筋5丁目にあった劇場「大阪座」のオーナーになった。後に大阪大空襲により西桝絹は焼失するが、大阪座は無事であった。戦後、同じく戦火を逃れた歌舞伎座や松竹座が営業を続けていたが、役者の泊まる場所がなかったため、松竹の要請で西桝絹の跡地に旅館「上方」をオープンさせた。以後この旅館は道頓堀五座で活躍する役者や噺家御用達の宿となり、八代目松本幸四郎や美空ひばり、緒形拳など、多くの著名人が利用した。
旅館「上方」は鳥居の両親の死後、1989年に廃業となったが、当時心斎橋の大丸百貨店の社員だった鳥居学は桂米朝や古今亭志ん朝、吉村雄輝から「若手芸人の研さんの場が欲しい」と請われ、1991年4月、旅館跡地を上方ビルというテナントビルに建て替え、その4階にトリイホールを設立。
2009年には1階下の3階に「徳徳亭」がオープン。伝統芸能の若手の育成の場として利用されていたが、2014年5月にいったん閉鎖。客席数を50から70に増やし「千日亭」と名を変えて同年8月25日にリニューアルオープンした。
その後、上方落語の定席「天満天神繁昌亭」がオープンするなどして「一定の役割を終えた」と判断、2019年11月に2020年3月での閉館を決めた。2019年12月から5日間連続の「さよならトリイホール」公演が行われるなどして、当初は3月の閉館まで「さよなら公演」が予定されていたが、新型コロナウイルス感染予防のため3月に予定されていたほとんどの演劇・演芸公演、そして3月28日に予定されていたファイナル公演「ありがとうトリイホール、さいならトリイホール」は中止となった。
閉館後は改装し、ホール代表の鳥居弘昌（学）が住職を務める真言宗・千日山弘昌寺の本堂となっている。

## 施設概要
収容人数は約100人。内部の設計は桂米朝が担当した。
メインのイベントとして米朝の長男である桂米團治が中心となって構成される「TORII寄席」を毎月1日におこなっていた。また、1972年から続いている島之内寄席が2011年に同地に移転して月1回開催していた（2016年4月より別会場に転出）他、若手落語家の修練の場としても機能していた。古今亭志ん朝は生前、大阪ではここでのみ独演会を開いており、彼の落語を聴きに若手落語家が毎回30人ほど集まっていた。
落語の他にも講談や浪曲、演劇など様々な催し物を行っていた。松竹の若手芸人の漫才の会も行われており、養成所時代のオセロやますだおかだが出演していた。

## 主な定例イベント
TORII寄席
- 桂米團治企画の落語会。1991年8月1日に第1回が開かれた。当初は隔月であったが、3年目以降は毎月1日に開催していた[注釈 1][17][18]。

島之内寄席
- 1972年から続く上方落語協会主催の落語会。月1回開催。2016年4月より別会場に転出[15]。

TORII講談席
- 年に4回（3月・6月・9月・12月）開催された講談。